# Michele Didoni
Michele Didoni (ur. 7 marca 1974 w Mediolanie) – włoski lekkoatleta chodziarz, mistrz świata.
Zdobył brązowy medal w chodzie na 10 000 metrów na mistrzostwach Europy juniorów w 1991 w Salonikach. Zajął 6. miejsce na tym dystansie na mistrzostwach świata juniorów w 1992 w Seulu. Zwyciężył w chodzie na 10 000 metrów na mistrzostwach Europy juniorów w 1993 w San Sebastián.
Na halowych mistrzostwach Europy w 1994 w Paryżu zajął 4. miejsce w chodzie na 5000 metrów. Był 10. w chodzie na 20 kilometrów na mistrzostwach Europy w 1994 w Helsinkach. Zajął 5. miejsce w chodzie na 20 kilometrów podczas Pucharu Świata w 1995 w Pekinie.
W wieku 21 lat sprawił olbrzymią niespodziankę zdobywając złoty medal w chodzie na 20 kilometrów na mistrzostwach świata w 1995 w Göteborgu. Na igrzyskach olimpijskich w 1996 w Atlancie zajął na tym dystansie 34. miejsce. Zajął 64. miejsce w chodzie na 20 kilometrów w Pucharze Świata w 1997 w Podiebradach.
Zdobył srebrny medal w chodzie na 20 kilometrów na igrzyskach śródziemnomorskich w 1997 w Bari, za swym rodakiem Giovannim De Benedictisem. Na mistrzostwach świata w 1997 w Atenach był na tym dystansie siódmy. Zajął 11. miejsce na tym dystansie na mistrzostwach Europy w 1998 w Budapeszcie.
W Pucharze Świata w 1999 w Mézidon-Canon Didoni wystąpił w chodzie na 50 kilometrów, w którym zajął 58. miejsce. Był 10. w chodzie na 20 km na mistrzostwach świata w 1999 w Sewilli. Zajął 14. miejsce na 20 km w Pucharze Europy w chodzie w 2000 w Eisenhüttenstadt.
Zajął 11. miejsce w chodzie na 20 km na igrzyskach olimpijskich w 2000 w Sydney. Został zdyskwalifikowany w chodzie na tym dystansie na mistrzostwach Europy w 2002 w Monachium. Zajął 16. miejsce w tej konkurencji na mistrzostwach świata w 2003 w Paryżu. Nie ukończył chodu na 20 km w Pucharze Świata w 2004 w Naumburgu.
Na igrzyskach śródziemnomorskich w 2005 w Almeríi zdobył brązowy medal w chodzie na 20 km.
Didoni był mistrzem Włoch w chodzie na 10 000 metrów w 1994, 1996, 1996 i 2001, w chodzie na 20 kilometrów w 1995 oraz w chodzie na 50 kilometrów w 1998.
Rekordy życiowe Didoniego:
| Konkurencja                     | Data i miejsce                  | Wynik     |
| ------------------------------- | ------------------------------- | --------- |
| chód na 3000 metrów (stadion)   | 13 lipca 1997, Formia           | 11:24,53  |
| chód na 5000 metrów (stadion)   | 7 lipca 1996, Padwa             | 19:48,02  |
| chód na 5000 metrów (hala)      | 12 lutego 2000, Genua           | 18:47,04  |
| chód na 10 000 metrów (stadion) | 1 lipca 1995, Cesenatico        | 38:48,01  |
| chód na 10 kilometrów           | 13 marca 2005, Savona           | 40:43     |
| chód na 20 000 metrów (stadion) | 6 kwietnia 1997, Termoli        | 1:21:56,0 |
| chód na 20 kilometrów           | 6 sierpnia 1995, Göteborg       | 1:19:59   |
| chód na 30 kilometrów           | 1 maja 2002, Sesto San Giovanni | 2:10:09   |
| chód na 50 kilometrów           | 1 marca 1998, Maranello         | 3:51:53   |